# Solanum julocrotonoides
Solanum julocrotonoides är en potatisväxtart som beskrevs av Emil Hassler. Solanum julocrotonoides ingår i släktet skattor som ingår i familjen potatisväxter. Inga underarter finns listade i Catalogue of Life.